# 七脉偏瓣花
七脉偏瓣花（学名：Plagiopetalum esquirolii var. septemnervium）是野牡丹科偏瓣花属偏瓣花的变种。分布在中国大陆的云南等地，生长于海拔1,300米的地区，多生于山坡和山脚常绿阔叶林下阴湿处，目前尚未由人工引种栽培。